# Copa del Rey
Copa del Rey eller blot La Copa (officielt Copa de Su Majestad el Rey, på dansk Hans Majestæt Kongens Pokal), er en spansk fodboldturnering der afvikles efter cup-princippet, svarende til DBU's Landspokalturnering. Turneringen blev afholdt første gang i 1902 i forbindelse med fejringen af kong Alfonso XIII's kroning. Siden er turneringen, under forskellige navne, afholdt årligt, bortset fra en periode under den spanske borgerkrig. Indtil den spanske ligaturnering blev oprettet i 1928, var Copa del Rey den eneste reelle nationale fodboldturnering i Spanien.

## Format
Turneringsformattet bliver løbende tilpasset og udviklet. For sæsonen 2007-2008 strækker turneringen sig over fem indledende runder samt kvartfinaler, semifinaler og finale. De tre første runder omfatter kun hold fra 2. og 3. division. Lodtrækningen er seedet, således at der vil være seks hold fra 2. division A og seks hold fra de lavere rækker der går videre til fjerde runde. Her indgår alle 20 hold fra 1. division, og igen er lodtrækningen seedet, således at de seks hold fra de laveste rækker vil møde seks 1. divisionshold der også spiller i europæiske turneringer. Fra femte runde er lodtrækningen useedet. De første tre runder afvikles med kun én kamp, enten ude eller hjemme. Fra runde fire spilles der både ude- og hjemmekampe, mens finalen afvikles som en enkelt kamp på en neutral bane. 

Vinderen af turneringen kvalificerer sig til at deltage i UEFA-cuppen og den spanske Supercopa de España.

## Historie
Turneringen blev afviklet første gang i 1902 efter at Carlos Padrós, der senere blev formand for Madrid FC (der sidenhen blev til Real Madrid), foreslog at afholde en fodboldturnering for at fejre kroningen af Alfonso XIII. Foruden Madrid FC deltog fire andre hold i denne første turnering: FC Barcelona, Club Espanyol de Foot-Ball, Club Vizcaya og New Foot-Ball de Madrid. Den første kamp mellem FC Barcelona og Madrid FC fandt sted i denne turnering, hvor førstnævnte vandt 3-1. Club Vizcaya slog dog senere FC Barcelona i finalen.

Athletic Bilbao blev erklæret mestre i 1904, da deres modstander Club Español de Madrid ikke mødte op til finalen. Såvel i 1910 som i 1913 delte klubberne sig i to rivaliserende forbund, Unión Española de Clubs de Fútbol og Federación Española de Fútbol, som begge arrangerede turneringer, henholdsvis Copa UECF og Copa FEF. I 1937, under den spanske borgerkrig, arrangerede en række klubber i den republikanskstyrede del af Spanien den såkaldte Copa de la España Libre, hvor Levante FC slog bysbørnene fra Valencia CF 1-0 i finalen. Denne turnering er dog aldrig blevet officielt anerkendt af det spanske fodboldforbund. Som følge af den fortsatte borgerkrig blev der ikke afholdt nogen turnering i 1938.
Rekorden for flest mål i Copa Del Rey indehaves af angriberen Telmo Zarra fra Bilbao. Han har scoret hele 81 mål i turneringen i perioden 1942-1950. 

### Navngivning
Den første turnering blev afviklet som Copa del Ayuntamiento de Madrid (Madrid Byråd's pokal), men kaldes også Copa de la Coronación (Kroningspokalen). Fra 1903 til 1932 blev turneringen kaldt Copa del Rey (Kongens pokal), siden fra 1933 til 1936 Copa del Presidente de la Republica (Præsidentens pokal). Efter borgerkrigen blev turneringen i 1939 afviklet som Troféo del Generalísimo, og fra 1940 Copa del Generalísimo (Generalísimoens Trofæ og Pokal, henholdsvis, hvor Generalísimo er statsoverhovedet, Francisco Franco's officielle titel). Efter Franco's død omdøbes turneringen igen til Copa del Rey.

### Trofæer
I løbet af turneringens eksistens har der været spillet om i alt 12 forskellige trofæer. Af disse er fire blevet tildelt FC Barcelona i evigt ejerskab, medens at Athletic Bilbao har fået tre og Real Madrid et, alle efter at have vundet turneringen tre gange i træk og/eller fem gange i alt. Club Vizcaya fik tildelt det allerførste trofæ efter sejren i den indledende turnering, medens at Sevilla FC fik tildelt Trofeo del Generalísimo i 1939 som vinder af den første turnering efter borgerkrigen, og Atletico Madrid fik tildelt trofæet i 1976, da turneringen ændrede navn igen efter Franco's død.

### Pokalmestre
FC Barcelona har vundet turneringen 30 gange, medens at Athletic Bilbao har vundet 23 gange (Der er dog uenighed om hvor mange pokalmesterskaber Athletic Bilbao skal tilskrives. Turneringen i 1902 blev vundet af Club Vizcaya, et hold der bestod af spillere fra Athletic Club og Bilbao FC. I 1903 blev disse to klubber slået sammen som Athletic Club Bilbao. Pokalen fra 1902 står i dag i Athletic's museum, og klubben indregner den i de titler de har vundet. Det spanske fodboldforbunds officielle statistikker medregner dog ikke denne pokal som tilhørende Athletic Bilbao).
| Klub                           | Pokalsejre | Tabende Finalist | Årstal for sejre |
| ------------------------------ | ---------- | ---------------- | --- |
| FC Barcelona                   | 32         | 11               | 1910, 1912, 1913, 1920, 1922, 1925, 1926, 1928, 1942, 1951, 1952, 1953, 1957, 1959, 1963, 1968, 1971, 1978, 1981, 1983, 1988, 1990, 1997, 1998, 2009, 2012, 2015, 2016, 2017, 2018, 2021, 2025 |
| Athletic Bilbao                | 24         | 16               | 1903, 1904, 1910, 1911, 1914, 1915, 1916, 1921, 1923, 1930, 1931, 1932, 1933, 1943, 1944, 1945, 1950, 1955, 1956, 1958, 1969, 1973, 1984, 2024                                                 |
| Real Madrid                    | 20         | 21               | 1905, 1906, 1907, 1908, 1917, 1934, 1936, 1946, 1947, 1962, 1970, 1974, 1975, 1980, 1982, 1989, 1993, 2011, 2014, 2023                                                                         |
| Atlético Madrid                | 10         | 9                | 1960, 1961, 1965, 1972, 1976, 1985, 1991, 1992, 1996, 2013 |
| Valencia CF                    | 8          | 10               | 1941, 1949, 1954, 1967, 1979, 1999, 2008, 2019 |
| Real Zaragoza                  | 6          | 5                | 1964, 1966, 1986, 1994, 2001, 2004 |
| Sevilla FC                     | 5          | 4                | 1935, 1939, 1948, 2007, 2010 |
| RCD Espanyol                   | 4          | 5                | 1929, 1940, 2000, 2006 |
| Real Betis                     | 3          | 2                | 1977, 2005, 2022 |
| Real Unión                     | 3          | 1                | 1918, 1924, 1927 |
| Real Sociedad                  | 2          | 4                | 1987, 2020 |
| Deportivo de La Coruña         | 2          | –                | 1995, 2002 |
| Arenas Club de Getxo           | 1          | 3                | 1919 |
| RCD Mallorca                   | 1          | 2                | 2003 |
| Club Ciclista de San Sebastián | 1          | –                | 1909 |
| Racing Irún                    | 1          | –                | 1913 |
| Club Vizcaya                   | 1          | 1                | 1902 |
| Levante UD                     | 1          | –                | 1937 |

## Flest mål
| Nr. | Land                               | Spiller             | År        | Klubber og (mål)                                     | Total |
| --- | ---------------------------------- | ------------------- | --------- | ---------------------------------------------------- | ----- |
| 1   | Spanien                            | Telmo Zarra         | 1939–1957 | Athletic Bilbao (81)                                 | 81    |
| 2   | Spanien                            | Josep Samitier      | 1919–1934 | Barcelona (65) Real Madrid (5)                       | 70    |
| 3   | Spanien                            | Guillermo Gorostiza | 1928–1946 | Racing Ferrol (3) Athletic Bilbao (37) Valencia (24) | 64    |
| 4   | Argentina                          | Lionel Messi        | 2004–2021 | Barcelona (56)                                       | 56    |
| 5   | Spanien                            | Edmundo Suárez      | 1939–1950 | Valencia (55)                                        | 55    |
| 6   | Spanien                            | Quini               | 1968–1987 | Sporting Gijón (36) Barcelona (14)                   | 50    |
| 7   | Ungarn · Spanien                   | Ferenc Puskás       | 1958–1966 | Real Madrid (49)                                     | 49    |
| 7   | Tjekkoslovakiet · Ungarn · Spanien | László Kubala       | 1951–1965 | Barcelona (49)                                       | 49    |
| 7   | Spanien                            | Santillana          | 1970–1988 | Real Madrid (49)                                     | 49    |
| 10  | Spanien                            | César Rodríguez     | 1939–1960 | Granada (3) Barcelona (36) Elche (8)                 | 47    |

## Andre spanske pokalturneringer
- Copa Federación de España, også kaldet Copa RFEF, er en turnering der siden 1993 er afholdt for hold fra de lavere rækker, som ikke har kvalificeret sig til Copa del Rey, eller som er blevet elimineret fra denne i første runde.
- Supercopa de España er en turnering afholdt siden 1982, hvor vinderen af den spanske liga møder vinderen af Copa del Rey.
- Copa de la Liga var en parallel pokalturnering, svarende til den Engelske League Cup, der blot eksisterede i fire sæsoner, mellem 1982 og 1986.